# اختفاء المترجم
العربيه إختفاء المترجم: تاريخ الترجمة، هو كتاب لدراسات الترجمة من تأليف لورنس فينوتي،صدر في الأصل عام1995.نُشرت طبعة ثانية منقحة بشكل كبير في عام 2008.
يمثل هذا الكتاب واحدًا من أكثر أعمال فينوتي دراسة حيث يحاول المؤلف تتبع تاريخ الترجمة عبر العصور.في ذلك، يعرض نظريته القائلة بأن ما يسمى بـ "ممارسات التدجين" في العمل في المجتمع قد ساهمت في إخفاء المترجم في الترجمات.وهو يدعي أن القيود القانونية والثقافية تجعله يتم تعريف "التسليم المخلص" جزئيًا من خلال وهم الشفافية " بحيث من المحتمل أن تواجه أنواع الترجمة الأجنبية أو التجريبية معارضة من الناشرين وقطاعات كبيرة من القراء الناطقين باللغة الإنجليزية الذين يقرؤون من أجل الوضوح الفوري. يؤدي هذا إلى مناخ تكون فيه "الطلاقة" أهم صفة للترجمة وتميل جميع آثار الغربة أو التحريف إلى محو عمدًا.
بالنسبة لفينوتي، الطلاقة بحد ذاتها لا يمكن رفضها؛يعتقد أن الترجمات يجب أن تكون مقروءة. تكمن المشكلة بالأحرى في أن المفاهيم السائدة للقراءة في الترجمة تؤكد على شكل ضيق للغاية من لغة الترجمة، وعادة ما تكون اللهجة القياسية الحالية، بغض النظر عن اللغة أو السجل أو الأسلوب أو الخطاب في النص المصدر. عندما تتحقق الطلاقة من خلال الشكل القياسي أو الأكثر استخدامًا للغة المترجمة، فإن الوهم بأن الترجمة ليست ترجمة ولكن النص المصدر يتم إنتاجه، ويتم إخفاء الاستيعاب الحتمي لهذا النص في القيم في الثقافة المستقبلة. يرى فينوتي طريقتين رئيسيتين للتساؤل أو منع هذه الآثار التدجين:أحدهما هو اختيار نصوص المصدر التي تتعارض مع الأنماط الحالية للترجمة من لغات وثقافات معينة، وتتحدى القوانين في الثقافة المستقبلة، والآخر هو تغيير اللهجة القياسية، لتجربة العناصر اللغوية غير القياسية(اللهجات الإقليمية والاجتماعية، والعامية والعامية، والفحش، والعتيقة، والعقيدة الجديدة)على الرغم من أنها ليست عشوائية، مع مراعاة ميزات النص المصدر. هذه الطرق لا تعيد النص المصدر دون وسيط، إنهم يتغريبون، ويبنون إحساسًا بالأجنبي يتم دائمًا التوسط فيه من خلال تلقي القيم الثقافية.
يؤكد المؤلف على القوة التاريخية للمترجمين، على الرغم من عدم رؤيتهم، فهو يؤكد أن الترجمات قد فرضت تحولات هائلة في القانون الأدبي الغربي وأدت إلى تطورات في الأدب والنظرية الأكاديمية بمرور الوقت، بالإضافة إلى التأثير على الرؤية التي تمتلكها المجتمعات الثقافات الأجنبية.ولذلك فهو يطالب بإحداث نقلة نوعية في الطريقة التي ينظر بها المترجمون إلى دورهم، داعياً إياهم إلى الحد من التدجين التقليدي للترجمات والسماح للتأثيرات الأجنبية بالتسلل إلى النصوص المترجمة. أدى هذا الموقف إلى مقارنته بأنطوان بيرمان .
لقد كان عدم رؤية المترجم مصدر الكثير من النقاش وأحيانًا النقد بين خبراء الترجمة.ومع ذلك، فقد دخلت إلى حد كبير في قانون دراسات الترجمة وغالبًا ما تكون مطلوبة للقراءة لطلاب الترجمة.